# 선부고등학교
선부고등학교(仙府高等學校)는 대한민국 경기도 안산시 단원구 선부동에 있는 공립 고등학교이다.

## 학교 연혁
- 2009년 1월 2일 : 선부고등학교 설립 인가(36학급)
- 2009년 3월 1일 : 선부고등학교 개교
- 2009년 3월 1일 : 초대 문종철 교장 취임
- 2009년 3월 3일 : 제1회 입학식 (517명)
- 2009년 8월 3일 : 수학․과학 교과교실제 운영학교 지정(교과부)
- 2010년 3월 1일 : 교육부요청 정책연구시범학교(2010~2012)
- 2010년 3월 1일 : 교육과정 자율학교 지정 운영
- 2012년 2월 9일 : 제1회 졸업식 (남 236명, 여 166명 계 402명)
- 2020년 3월 1일 : 상호문화 이해학교, 과학실 안전모델학교 운영
- 2020년 8월 1일 : 온라인교과서 선도학교지정(2020.08~2021.08)
- 2021년 3월 1일 : 고교학점제 운영선도학교, 다문화 상호이해학교, 디지털교과서 선도학교 지정
- 2023년 2월 8일 : 제12회 졸업식(남 127명, 여 113명 계 240명, 누계 4,165명)
- 2023년 3월 2일 : 제5대 정보영 교장 취임
- 2023년 3월 2일 : 제15회 입학식(259명)

## 참고 자료
- 선부고등학교 - 한국교육학술정보원 학교알리미